# Luptători, Călărași
Luptători este un sat în comuna Frăsinet din județul Călărași, Muntenia, România.